# Quincy Boogers
Quincy Boogers (Dordrecht, 28 december 1995) is een Nederlands voetballer die bij voorkeur als middenvelder speelt. Hij stroomde in 2014 door vanuit de jeugd van FC Dordrecht.
Boogers maakte op 23 september 2014 zijn debuut in het betaald voetbal in de hoofdmacht van FC Dordrecht, in een bekerwedstrijd tegen ONS Sneek. Hij mocht in de 74e minuut invallen voor Robin Gosens. Boogers debuteerde zodoende voor de club waar zijn vader Marco Boogers op dat moment technisch directeur was. Op 17 mei 2015 maakte hij zijn debuut in de Eredivisie. In het met 2-1 gewonnen duel thuis tegen AFC Ajax verving hij in de blessuretijd Giovanni Korte .
Boogers tekende in juni 2015 een contract tot medio 2016 bij Dordrecht, zijn eerste profcontract.

## Carrièrestatistieken
| Seizoen                        | Club            | Land            | Competitie      | Competitie | Competitie | Beker | Beker | Internationaal | Internationaal | Overig | Overig | Totaal | Totaal |
| Seizoen                        | Club            | Land            | Competitie      | Wed.       | Dlp.       | Wed.  | Dlp.  | Wed.           | Dlp.           | Wed.   | Dlp.   | Wed.   | Dlp.   |
| ------------------------------ | --------------- | --------------- | --------------- | ---------- | ---------- | ----- | ----- | -------------- | -------------- | ------ | ------ | ------ | ------ |
| 2014/15                        | FC Dordrecht    | Nederland       | Eredivisie      | 1          | 0          | 1     | 0     | 0              | 0              | 0      | 0      | 2      | 0      |
| 2015/16                        | FC Dordrecht    | Nederland       | Eredivisie      | 4          | 0          | 1     | 0     | 0              | 0              | 0      | 0      | 5      | 0      |
| Carrière totaal                | Carrière totaal | Carrière totaal | Carrière totaal | 5          | 0          | 2     | 0     | 0              | 0              | 0      | 0      | 7      | 0      |
| Bijgewerkt op 22 december 2015 |                 |                 |                 |            |            |       |       |                |                |        |        |        |        |